# Февральский патент
Февральский патент (нем. Februarpatent) — конституционный акт Австрийской империи, опубликованный 26 февраля 1861 года взамен принятого 20 октября 1860 года Октябрьского диплома. Заменен в Цислейтании Декабрьской конституцией (21 декабря 1867 года).

## Важнейшие положения
В соответствии с Патентом, Рейхсрат (парламент) был разделен на две палаты (Heerenhaus — Палату господ и Abgeordnetenhaus — Палату депутатов) и наделен законодательными функциями.
Члены верхней палаты пожизненно назначались императором. В её состав вошли члены правящей фамилии, иерархи Католической Церкви, представители высшей аристократии и лица, особо удостоенные этой чести в знак заслуг перед государством. Нижняя палата должна была избираться ландтагами входящих в состав империи земель. Она включала в себя 343 депутата: 120 от Венгрии, 20 от Венеции и 203 от остальных территорий.
Обязанности парламента были разделены на «Большую» и «Малую» секции. В «Большой» секции обсуждались вопросы, которые затрагивали империю в целом, включая Венгрию. «Малая» секция рассматривала региональную проблематику. По существу, она повторяла по своему назначению венгерский парламент. Само Венгерское королевство получило права регулировать свои внутренние вопросы через собственное Национальное собрание.
Император получал право отменять принятые законы и издавать «чрезвычайные постановления» в перерывах между сессиями Рейхсрата.

## Судьба Февральского патента
Новое государственное устройство встретило критику в Венгрии и Галиции, как излишне централистское. 20 сентября 1865 года принятием «Основного закона об имперском представительстве» действие Патента было приостановлено. Многие нормы Февральского патента в дальнейшем были положены в основу Конституции 1867 года, действовавшей вплоть до распада Австро-Венгрии в 1918 году.